# Cane da pastore dell'Europa orientale

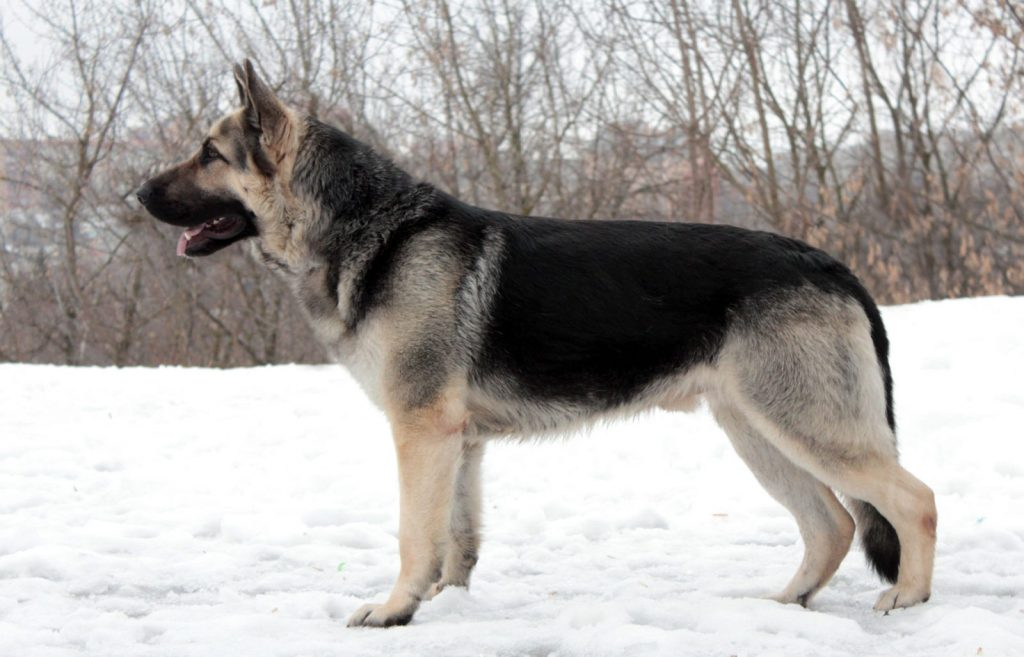
Vostochno Evropeiskaya Ovcharka

Il cane pastore dell'Europa orientale, chiamato anche Vostochno Evropeiskaya Ovcharka o VEO (in russo Восточно-европейская овчарка?  o ВЕО) è una razza  di cane da pastore ucraina e russa. È stato allevato selettivamente partendo dal pastore tedesco per creare un cane più grande con una migliore resistenza al freddo per essere destinato al lavoro militare e da guardia.

## Storia
Negli anni '20 un certo numero di pastori tedeschi furono importati dalla Germania nella SSR Ucraina, dove fu istituito un programma di allevamento con l'obiettivo di adattare la razza alle più dure condizioni climatiche sovietiche; nel corso di diversi decenni di allevamento selettivo, era stata creata una forma di pastore nettamente diversa da quella conosciuta in Occidente.
Sebbene inizialmente la razza fosse centrata in Ucraina, si diffuse presto in tutta l'Unione Sovietica durante la Grande Guerra Patriottica. 
Il cane pastore dell'Europa orientale è stato utilizzato pesantemente dai militari e dalla polizia all'interno dell'Unione Sovietica come cane da guardia e da fiuto. Era uno dei preferiti del KGB, che conservava solo esemplari neri solidi; se un solo cucciolo non nero nasceva in una cucciolata allevata dal KGB, l'intera cucciolata veniva distrutta e l'allevamento non veniva ripetuto. Il primo standard che ha formato il tipo di razza del pastore dell'Europa orientale è stato approvato nel 1964 dal Consiglio cinologico del ministero dell'Agricoltura dell'URSS. Il cane pastore dell'Europa orientale è ora una delle razze di cani più numerose in Russia e in diversi paesi dell'ex Unione Sovietica.
Questa razza è stata usata per creare l'alano di Mosca con vari incroci con l'alano tedesco, ciò per aumentare l'acclimatamento al clima russo dei cani di grande taglia.
A partire dal 1º ° gennaio 2017 il Vostochno Evropeiskaya Ovcharka è stato riconosciuto dalla Nordic Kennel Union, ed è quindi riconosciuto dal Danish Kennel Club, il Kennel Club finlandese, il Kennel Club islandese, il Norwegian Kennel Club e lo Swedish Kennel Club.

## Caratteristiche
Il pastore dell'Europa orientale è significativamente più grande del pastore tedesco occidentale e mostra un dimorfismo sessuale sostanziale: i cani in genere sono 67 fino a 72 centimetri (26 fino a 28 in) al garrese sebbene alcuni possano essere alti fino a 74 centimetri (29 in) ; le femmine sono in genere da 62 fino a 67 centimetri (24 fino a 26 in). È preferibile una crescita ampia, con un indice di allungamento pari a 110-117 (110-117% dell'altezza al garrese).
La testa è proporzionata al corpo, in lunghezza è circa il 40% dell'altezza al garrese, massiccia, a forma di cuneo leggermente appuntito, moderatamente larga e profonda nel cranio, con zigomi leggermente arrotondati, ricoperti da muscoli ben sviluppati. Il cranio è piatto, con un solco longitudinale debolmente segnato. La fronte è leggermente arrotondata se vista di fronte e dall'alto. Le arcate sopracciliari sono moderatamente pronunciate. Il passaggio dalla fronte al muso è evidente, ma non brusco. Il muso è a forma di cuneo, moderatamente rastremato verso il naso, di lunghezza uguale o leggermente inferiore alla metà della lunghezza della testa, la mascella inferiore è ben sviluppata. Le linee del cranio e del muso sono parallele. Il ponte del naso è diritto o leggermente storto. Le labbra sono secche, aderenti, di colore scuro. Il naso è grande e nero. Chiusura a forbice. I denti sono grandi, completi (42 denti secondo la formula dentale). Gli incisivi sono allineati. Gli occhi sono di media grandezza, ovali, inseriti obliquamente, scuri, con palpebre secche, scure e aderenti. Le orecchie sono di media grandezza, erette, attaccate alte, appuntite, a forma di triangolo isoscele, con le estremità dirette in avanti e verso l'alto. Il collo è muscoloso, moderatamente lungo, inclinato di circa 45 °.
Il garrese è moderatamente lungo e ben definito. Il dorso è forte, largo e lungo. Il rene è corto, largo, muscoloso, leggermente arcuato. La groppa è ampia, arrotondata, lunga con una leggera pendenza verso la base della coda. L'altezza al garrese è leggermente superiore all'altezza alla groppa. Torace: moderatamente ampio, ovale, lungo; la linea inferiore del torace è all'altezza o al di sotto dei gomiti. La profondità del torace è pari al 47-50% dell'altezza al garrese. L'addome è moderatamente retratto. La coda è a forma di sciabola, con l'ultima vertebra che raggiunge l'articolazione del garretto o leggermente al di sotto; in uno stato calmo, si abbassa; quando è eccitato, l'ultimo terzo della coda è dolcemente curvato verso l'alto.
Gli arti anteriori sono diritti e paralleli se visti di fronte. Le scapole sono lunghe, vicine alla gabbia toracica, inclinate di un angolo di 45 °. L'omero è lungo, inserito obliquamente; le spalle sono muscolose. L'angolo dell'articolazione della scapola è di circa 100 °. Gli avambracci sono dritti, posizionati verticalmente; gomiti all'indietro. I metacarpi sono moderatamente lunghi, forti, elastici, inseriti con una leggera pendenza (15–20 °) rispetto al suolo. La lunghezza della zampa anteriore al gomito è del 50-53% dell'altezza al garrese. Arti posteriori: moderatamente estesi, paralleli se visti da dietro. Cosce: moderatamente lunghe, larghe, ben muscolose, inserite obliquamente. Gli stinchi sono di lunghezza moderata, inseriti con una pendenza moderata. Le ginocchia sono rotonde, poco appariscenti. Il garretto è asciutto e ben angolato. Metatarso largo, forte, posizionato verticalmente. Le zampe sono ovali, ben arcuate e serrate. Le unghie e i cuscinetti delle zampe sono scuri. Gli speroni dovrebbero essere rimossi.
Il colore la razza può essere: nera focata, nera o zibellino tinta unita, i tigrati o i bianchi sono rari, hanno un pelo denso di media lunghezza con un sottopelo ben sviluppato, spesso hanno peli più lunghi e morbidi sul orecchie, collo, arti e coda. Gli occhi possono essere marroni, ambra o blu, si conoscono occhi di colore strano; le orecchie sono lunghe e dritte e le zampe sono grandi con dita lunghe, che danno l'aspetto di una racchetta da neve.
Il pelo del mantello è dritto, ruvido, di media lunghezza, aderente. La testa, le orecchie, la parte anteriore delle gambe e i piedi sono ricoperti da peli più corti. Sul dorso degli avambracci il pelo si allunga leggermente. Forma una moderata piumatura sul retro delle cosce. Il sottopelo è ben sviluppato, ma non si estende oltre il mantello superiore. Il colore è nero e retro con una maschera su uno sfondo notevolmente schiarito (dal grigio argento al fulvo intenso), oltre al nero. Un sottosella profondo, che avvicina il colore del cane al nero focato, non è un difetto. I colori intensi della zona grigia e rossa sono accettabili ma indesiderabili.
La razza è considerata particolarmente intelligente, coraggiosa, determinata e tenace, diffidente nei confronti degli estranei, ha una pronunciata reazione attiva-aggressiva. I proprietari spesso descrivono il suo temperamento come simile a quello di un dobermann.